# Óm šinrikjó
Óm šinrikjó (japonsky オウム真理教; v překladu „Nejvyšší pravda“[zdroj⁠?!]), dnes známé jako Aleph, je japonské nové náboženské hnutí, které v roce 1984 založil Asahara Šókó. Tato organizace se stala známou především kvůli svému největšímu útoku v tokijském metru. V ranní špičce 20. března 1995 bylo několik souprav tokijského metra zamořeno nervovým plynem sarinem právě členy tohoto hnutí. V červenci 2018 byli zakladatel sekty a šest dalších členů popraveni za spáchané zločiny.
Doktrína Óm šinrikjó je do značné míry založena na buddhistickém učení, v jejím učení však lze rozpoznat i vlivy hinduismu.
V roce 2000 se organizace Óm šinrikjó přejmenovala na Aleph. Zřekla se násilných činů, jež spáchali její členové, a omluvila se jejich obětem či pozůstalým obětí. Přesto zůstaly stovky členů stále pod dohledem policie.